# Hackeo a la Secretaría de la Defensa Nacional de México de 2022
El hackeo a la Secretaría de la Defensa Nacional de México de 2022 es una filtración masiva de información de seguridad nacional de México hecha pública el 29 de septiembre de 2022. Consiste en 6 terabytes de información correspondiente al periodo de 2016 a 2022, extraídos a la Secretaría de la Defensa Nacional por la agrupación hacktivista «Guacamaya».
La filtración incluye comunicaciones entre el secretario de la Defensa Nacional y el secretario de Marina, información sobre el «Culiacanazo», datos sobre la salud del presidente Andrés Manuel López Obrador y contratos para la construcción del Tren Maya y el Aeropuerto Internacional de Tulum, ambas obras adjudicadas al Ejército Mexicano. Esta filtración de información confidencial es considerada la más grande en la historia de México.

## Filtraciones

### Culiacanazo
El «Culiacanazo» fue una fallida operación del ejército mexicano llevada a cabo el 17 de octubre de 2019 en la ciudad de Culiacán para capturar a Ovidio Guzmán López, hijo del líder del Cártel de Sinaloa, Joaquín Guzmán Loera. El operativo derivó en una ola de violencia en la ciudad de Culiacán y concluyó con la liberación de Ovidio Guzmán a petición del presidente de México, Andrés Manuel López Obrador. El evento causó controversia por la decisión del presidente de ceder ante la presión del Cártel de Sinaloa para liberar a uno de sus líderes apenas horas después de haber sido capturado. En respuesta, López Obrador anunció que publicaría un informe detallado sobre lo acontecido a finales de octubre de 2019, aunque tal informe nunca fue entregado. 
La información filtrada por la agrupación «guacamaya» contiene datos sobre el «Culiacanazo» que no habían sido publicados, entre ellos que Ovidio estuvo en comunicación con su hermano Ivan Archivaldo Guzmán Salazar, el cual se negó a negociar una tregua con el ejército y amenazó con atacar a las familias de los militares involucrados. También revelan que durante el operativo el ejército sufrió de nueve bajas, a diferencia de las ocho reconocidas oficialmente por el gobierno.

### Espionaje a periodistas
Entre los documentos filtrados está un contrato realizado en julio de 2019 para la adquisición del software espía Pegasus por parte del gobierno de López Obrador. En noviembre de ese año el presidente fue cuestionado sobre la posibilidad de utilizar el software Pegasus para llevar a cabo espionaje en México. En esa ocasión López Obrador negó la compra de cualquier tipo de software espía y añadió que «había esa práctica de espiar a opositores, y hemos dado instrucciones de que no haya espionaje, porque era muy vergonzoso eso, además de que son prácticas ilegales, inmorales». En paralelo a la filtración de documentos, una investigación llevada a cabo por Citizen Lab señaló que el software Pegasus fue utilizado durante el gobierno de López Obrador para espiar al activista de los derechos humanos Raymundo Ramos Vázquez, al periodista Ricardo Raphael y a otro reportero del periódico Animal Político. El espionaje se realizó cuando los tres estaban trabajando en un reportaje sobre las violaciones a los derechos humanos llevadas a cabo por el ejército en Tamaulipas. El 3 de octubre los afectados por el espionaje presentaron una denuncia en contra del gobierno ante la Fiscalía General de la República. Durante la presentación de la denuncia, Ricardo Raphael declaró que la información que le fue extraída mediante espionaje fue compartida con personas ajenas al ejército, mencionando específicamente a la política Isabel Miranda de Wallace.
El 4 de octubre, al presidente López Obrador se le preguntó sobre el caso de espionaje. El mandatario negó la existencia del contrato filtrado por «Guacamaya», afirmó que el ejército sólo realiza «labores de inteligencia, no de espionaje», acusó al periodista Ricardo Raphael de ser opositor a su gobierno y declaró que todo era «un escándalo para perjudicarnos [al gobierno]». La respuesta del presidente fue condenada por la organización defensora de los derechos humanos Artículo 19, por considerar que «niega hechos que han sido documentados de forma contundente. A la par, pretende deslegitimar y descalificar a Ricardo Raphael, una de las tres víctimas de espionaje». Amnistía Internacional también repudió la respuesta del mandatario al negar la existencia de operativos de espionaje en su mandato y declaró que: «O el presidente mintió o las fuerzas armadas espían a sus espaldas».

### Salud del presidente de México
La información filtrada incluye reportes sobre la salud del presidente de la república, Andrés Manuel López Obrador. Un documento informa que el mandatario fue diagnosticado con gota en septiembre de 2021, pero se negó a recibir tratamiento y en diciembre de ese año también fue diagnosticado con hipotiroidismo. Otro documento revela que en enero de 2022 tuvo que ser trasladado de emergencia de su rancho en Palenque, Chiapas, a la Ciudad de México debido a una angina inestable de alto riesgo. Al día siguiente de la filtración, López Obrador aceptó la veracidad de la información publicada sobre su salud y reconoció estar enfermo, aunque minimizó su relevancia al afirmar que no era «nada que no se conociera», con excepción de su traslado a la Ciudad de México en enero de 2022.

### Seguimiento a movimientos sociales
Los documentos filtrados mostraron el seguimiento hecho por la Sedena a diversos grupos de carácter socialista, anarquista y feminista considerados como «subversivos y peligrosos». El ejército también realizó un seguimiento de diversas manifestaciones feministas ocurridas en los últimos años, entre ellas las manifestaciones por la muerte de Lesvy Berlín en 2017, la Protesta del Día Internacional de la Mujer de marzo de 2020 y la Ocupación de la Comisión Nacional de los Derechos Humanos en septiembre del mismo año. Uno de los documentos muestra que al ejército le preocupaba que las manifestaciones por el Día Internacional de la Mujer de marzo de 2022 pudieran «afectar la imagen del Gobierno Federal» y que tuvieran un impacto en la Consulta de revocación de mandato de López Obrador, que se realizaría un mes después de las manifestaciones.
Los documentos también muestran que el ejército recopiló información de diversas figuras públicas vinculadas a movimientos sociales, entre ellas a la vocera del Congreso Nacional Indígena, María de Jesús Patricio Martínez, y a la cantante chilena Mon Laferte. Igualmente realizó un seguimiento de los padres de los estudiantes de Ayotzinapa desaparecidos en 2014.

### Plan de negocios de SEDENA
Los Guacamaya Leaks o SEDENA Leaks también han dado a conocer las ambiciones del ejército de desarrollarse como una empresa turística. El ejército busca manejar parques de atracciones, una aerolínea, museos y hoteles.

### Viajes del General Secretario
En abril de 2023, la organización Mexicanos Contra la Corrupción y la Impunidad (MCCI), mediante un reportaje de Ignacio Rodríguez Reyna, se hizo público que el secretario Luis Cresencio Sandoval habría hecho diversos viajes de lujo al extranjero en los últimos años, acompañado de familiares cercanos y con cargo al erario en donde habría puesto a su disposición un jet privado de la SEDENA o vuelos en Clase Premier, personal militar en funciones de escolta privada, enfermeras y médicos, así como «acreditaciones apócrifas para esquivar restricciones burocráticas por la pandemia por COVID-19».

## Reacciones
El 30 de septiembre de 2022, el presidente Andrés Manuel López Obrador reconoció el hackeo y aceptó la veracidad de la información publicada, aunque minimizó su relevancia al afirmar que la información sobre su salud ya era pública antes de la filtración. El 2 de octubre el mandatario descartó realizar cualquier tipo de investigación respecto a la filtración o sancionar a los responsables de permitirla. El 4 de octubre el presidente negó los documentos que revelaban trabajos de espionaje a periodistas durante su mandato y afirmó ser víctima de «un escándalo para perjudicarnos [al gobierno]».
El 30 de septiembre, el Instituto Nacional de Transparencia, Acceso a la Información y Protección de Datos Personales (INAI) emitió un comunicado exhortando a la Sedena a explicar si entre la información filtrada había datos personales de integrantes del ejército, a lo cual la Sedena contestó afirmando que los datos filtrados correspondían únicamente a correos con «información de carácter público, por tratarse de un medio de comunicación al interior de este sujeto obligado para transmitir mensajes de contenido no clasificado». Julen Rementería, líder del Partido Acción Nacional en el Senado de México, exhortó al gobierno a priorizar la seguridad cibernética del ejército afirmando: «Olvídese de militarizar e invierta en seguridad y ciberseguridad». El 5 de octubre la Comisión de Defensa Nacional de la Cámara de Diputados acordó llamar a comparecer al Secretario de la Defensa Nacional, Luis Cresencio Sandoval, para acordar un presupuesto destinado a ciberseguridad.